# Растко Петровић
Растко Петровић (Београд, 3. март 1898 — Вашингтон, 15. август 1949) био је српски књижевник, критичар, сликар и дипломата. Бавио се ликовном и књижевном критиком. Са многобројних путовања оставио је путописе.

## Биографија
Растко Петровић рођен је као девето дете оца Димитрија, историчара, и мајке Милеве, учитељице. Растко је млађи брат Надежде познате ликовне уметнице и Милице, песникиње. Дана 5. јуна крштен је у храму Светога Марка у Београду. Његов крштени кум био је новосадски писац и приповедач Јаша Томић.
Расткова породица била је веома угледна и цењена у Београду. Пишчева родна кућа срушена је приликом бомбардовања Београда 6. априла 1941. године. Растко још у детињству остаје без мајке, а бригу о њему преузимају сестре. У периоду од 1905. до 1914. године похађао је основну школу и уписао ниже разреде гимназије. У јеку балканских ратова 1912. прекида гимназијско школовање у Београду. Као несвршени гимназијалац одлази на фронт, прелази Албанију и одлази у Француску, где завршава гимназију. У Ници је матурирао, а као стипендиста француске владе уписује права у Паризу. У Паризу се упознаје и дружи са многим песницима, сликарима. Пише песме, приповетке и приказе сликарских изложби и објављује их у отаџбини.
Његове новинарске путописне репортаже реализоване између два светска рата садрже естетске интенције у жанру.
Године 1921. објављује јединствени хумористички роман из живота старих Словена Бурлеска Господина Перуна Бога Грома. Крајем 1922. године објављује збирку песама Откровење. Током целе те године активно делује у Београду заједно са бројним писцима попут Милана Дединца, Марка Ристића, Тина Ујевића и других. Њихово деловање довешће до појаве надреализма код нас. Након што се запослио као чиновник у Министарству иностраних дела, крајем наредне 1923. године, примљен је за приправника.
Настаје период у Растковом животу када све мање пише поезију и све мање објављује. Октобра 1926. године постављен је за писара у Министарству иностраних дела у Посланству при Ватикану код Милана Ракића. Ракић му омогућује путовање по Италији, Шпанији, Француској и Турској и, што је најзначајније, по Африци. Стога ће, 1930. године, Петровић објавити величанствени путопис под истоименим називом Африка. Потом, 1935. године, Растко Петровић бива постављен за вицеконзула шесте положајне групе генералног конзулата у Чикагу. Наредне године ради у Вашингтону као секретар Посланства. Путује по САД, Канади, Мексику, Куби. Године 1938. унапређен је у звање конзула пете групе у Чикагу.
Други светски рат провео је у САД. Пише песме за збирку Поноћни делија. Побољева. У 51. години, дана 15. августа 1949. изненада умире у Вашингтону. Сахрањен је на гробљу у Сеновитом потоку у Вашингтону. Посмртни остаци Растка Петровића пренети су у Београд тек у јуну 1986. године, и сахрањени у породичну гробницу на Новом гробљу.

## Ликовна критика
Растко Петровић је дубоки траг у српској култури оставио и као ликовни критичар. Активно се бавио ликовном критиком од 1921. године када сарађује са бројним листовима, најпре у Загребу, а потом у Београду. Зачетник је „синтетичке критике“ уметности коју је објављивао у „Зениту“, „Радикалу“, „Критици“, „Савременику“, „Мисли“, „Раскрсници“, „Времену“. Од 1931. до 1935. редовни је критичар Политике када је писао под иницијалима Н. Ј. - Н(исам) Ј(а) и у том раздобљу објавио је близу осамдесет чланака. Напредно се залагао за аутономију ликовног уметности и самосталност сликарског језика, држећи да је слика ”космос за себе” са својим унутрашњим законима, ”доживљај који се збио изнад правила под којима живи наш сунчани систем” (”Савременик”, III, 1921). Објављивао је ретко, почетком треће и четврте деценије, и то само онда када је имао шта ново да каже.
Добро образован на традицији француске теорије и естетике уметности, са урођеним сензибилитетом постао је пионир и протагониста модерне ликовне критике у Србији. Снажно је деловао на нашу модерну уметност јер је његов критичку суд међу уметницима био меродаван и уважаван. Такође је први подржао нове тенденције у српском сликарству - „конструктивизам“ и „нови реализам“. Сагледавао је српску уметност у контексту актуелних европских тенденција свог времена.

## Дела
- Збирка песама Косовски сонети - Крф, 1917.
- Роман Бурлеска господина Перуна бога грома - Београд, 1921.
- Збирка песама Откровење - Београд, 1922.
- Роман Са силама немерљивим – Београд, 1927.
- Путопис Африка - Београд, 1930.
- Роман Људи говоре - Београд, 1931.
- Роман Дан шести - Београд, 1961.